# Marine-Fliegerabteilung
Marine-Fliegerabteilung (em português: Serviço Aéreo Naval do Império Alemão) foi o braço aéreo da Marinha Imperial Alemã de 1911 até à entrada em vigor do Tratado de Versalhes, que a extinguiu.
Na Primeira Guerra Mundial estava organizado de acordo com a região em que se encontrava, as unidades aéreas localizadas na costa do Mar Báltico combatiam na Frente Oriental e as unidades na costa do Mar do Norte combatiam na Frente Ocidental. Tinha também um destacamento no Mar Negro para prestar apoio às operações do Império Otomano.
Tanto em termos de operações, comando e subordinação, a Marine-Fliegerabteilung era totalmente independente da Luftstreitkräfte.